# Amy Alcott
Amy Alcott (Kansas City, Missouri, Estados Unidos, 22 de febrero de 1956) es una golfista estadounidense que se destacó en el LPGA Tour en las décadas de 1970 a 1990, logrando 29 victorias y 205 top 10.
La golfista ganó cinco torneos mayores: el Abierto de Canadá de 1979, el Abierto de Estados Unidos de 1980 y el Campeonato Dinah Shore de 1983, 1988 y 1991. También fue segunda en el Campeonato de la LPGA de 1978 y 1988, y logró un total de 17 top 5 y 30 top 10 en torneos mayores. Entre otros torneos, venció en el Campeonato Mundial de la LPGA de 1985 y fue segunda en el Abierto Británico de 1996.
Alcott se crio en California en una familia judía. A los 17 años ganó el Abierto de Estados Unidos Juvenil. En 1975 se convirtió en profesional del LPGA Tour, donde ganó en su tercer torneo y fue Novata del Año.
En 1979 logró cuatro victorias, entre ellas su primer torneo mayor, el Abierto de Canadá. En 1980 venció cuatro veces, destacándose el Abierto de Estados Unidos, donde consiguió nueve golpes de ventaja, y obtuvo cinco segundos puestos y 21 top 10. Ese año ganó el Trofeo Vare al menor promedio de golpes. La golfista logró nuevamente cuatro triunfos en 1984.
Luego de ganar el Campeonato Dinah Shore de 1988, Alcott celebró lanzándose al lago del hoyo 18, y en la edición de 1991 festejó el triunfo saltando al agua junto a la propia Dinah Shore. Tiempo después, esto se convirtió en una tradición del torneo.
El Salón de la Fama del Golf Mundial tenía como requisito que una jugadora obtuviera 30 victorias profesionales oficiales, y Alcott quedó a un triunfo de dicha marca. Tras varios años sin golfistas nuevas, en 1999 se modificó el criterio de clasificación y Alcott pudo ingresar en el salón. También forma parte del Salón de la Fama del Deporte Judío Internacional.
Alcott fue anfitriona del Campeonato Office Depot desde 2001 hasta 2004. La golfista disputó la Copa Handa con la selección de Estados Unidos desde 2006 hasta 2010. Por otra parte, es autora del libro A Woman’s Guide to Golf y el vídeo Winning at Golf with Amy Alcott. También participó en el diseño de los campos de golf de Indian Canyons, Brick Landing y Barra da Tijuca.